# Doorsnede (verzamelingenleer)

Doorsnede van verzamelingen en

In de verzamelingenleer is de doorsnede, of intersectie van een aantal verzamelingen de verzameling die bestaat uit de gemeenschappelijke elementen van de samenstellende verzamelingen. De doorsnede van de verzamelingen {\displaystyle A} en {\displaystyle B} wordt genoteerd als {\displaystyle A\cap B}. Het bepalen van de doorsnede van twee verzamelingen {\displaystyle A} en {\displaystyle B} wordt ook het nemen van de doorsnede van die twee genoemd. Het nemen van de doorsnede van twee verzamelingen is een wiskundige bewerking op die twee verzamelingen.
Als twee verzamelingen een lege doorsnede hebben, noemt men ze disjunct. Als ze een niet-lege doorsnede hebben, wordt soms gezegd dat ze elkaar snijden.
Twee andere mogelijke bewerkingen op twee verzamelingen zijn het nemen van de vereniging en het verschil. 

## Definitie
De doorsnede {\displaystyle A\cap B} van de verzamelingen {\displaystyle A} en {\displaystyle B} is de verzameling die bestaat uit de elementen die zowel tot {\displaystyle A} als tot {\displaystyle B} behoren:
{\displaystyle A\cap B=\{x\mid x\in A{\text{ en }}x\in B\}}

## Voorbeelden
- De doorsnede van de verzamelingen {\displaystyle \{1,2,3\}} en {\displaystyle \{2,3,4\}} is de verzameling {\displaystyle \{2,3\}}.
- Het getal 9 is geen element van de doorsnede van de verzameling priemgetallen {\displaystyle \{2,3,5,7,11,...\}} en de verzameling oneven getallen {\displaystyle \{1,3,5,7,9,11,...\}}.
- De meetkundige doorsnede van twee driedimensionale lichamen

## Generalisatie
Door recursie kan ook de doorsnede van eindig veel verzamelingen gedefinieerd worden. De doorsnede van {\displaystyle A,B,C} en {\displaystyle D} is bijvoorbeeld
{\displaystyle A\cap B\cap C\cap D=A\cap (B\cap (C\cap D))}
Meer algemeen bestaat de doorsnede van willekeurig veel verzamelingen uit die elementen die in elk van deze verzamelingen zitten.

## Eigenschappen
Doorsnede is een associatieve en commutatieve operatie, dus:
{\displaystyle A\cap (B\cap C)=(A\cap B)\cap C=A\cap B\cap C}
en
{\displaystyle A\cap B=B\cap A}